# Cuphea epilobiifolia
Cuphea epilobiifolia är en fackelblomsväxtart som beskrevs av Emil Bernhard Koehne. Cuphea epilobiifolia ingår i släktet blossblommor, och familjen fackelblomsväxter. Inga underarter finns listade i Catalogue of Life.